# Ootacamund
Ootacamund, abreujat Ooty, oficialment Udhagamandalam (tàmil: உதகமண்டலம்) i abreujat Udhagai (tàmil: உதகை), és una ciutat i municipalitat, capital del districte de Nilgiris a Tamil Nadu. Està situada a 11° 23′ N, 76° 42′ E / 11.38°N,76.70°E. Consta al cens del 2001 amb una població de 93.921 habitants.

## Història
El 1818 van arribar al lloc dos civil que venien de Coimbatore i el següent any John Sullivan, el col·lector de Coimbatore (el districte de Nilgiris llavors n'era part) va visitar la comarca i va construir el 1821 la primera casa d'Ootacamund anomenada Stonehouse. El nom era corrupció de Utaka-mand (un mand era un grup de cases que formaven un poblat dels todes natius). El 1827 fou establert com a sanatori oficial de la presidència amb el suport de Stephen Rumbold Lushington, governador de Madras de 1827 a 1832. Quan el 1868 es va crear el districte de Nilgiris en fou declarada capital, i fou capçalera d'una subdivisió i d'una taluka (de la que resta capital). La taluka tenia el 1901 una superfície de 1.140 km² i una població de 37.998 habitants, estant creuada pel riu Pykara. La ciutat tenia 18.956 habitants el mateix any. Prop estava situada l'estació de muntanya de Coonoor. Ootacamund fou la residència d'estiu dels governadors de la presidència de Madras i de l'oficial general comandant de la Novena Divisió de Secunderabad. La municipalitat es va crear el 1866.

## Llocs interessants
- Jardins botànics d'Ooty, de 1847
- Llac d'Ooty, artificial, 4 x 2 km & Boat House
- Stone House
- Cabanes dels todes
- Estació de ferrocarril
- Església de Sant Esteve
- Wax World, museu de cera
- Ooty Golf Links
- Pic Doddabetta
- Plantacions de te
- Vall de Ketti
- Llac de Pykara
- Cascades de Pykara
- Boscos de Pins
- Mudumalai National Park
- Llac Emerald
- Wenlock Downs (prats)
- Llac de Kamraj Sagar
- Mukurthi National Park
- Needle Hill
- Parsons Valley Reservoir
- Llac Avalanche Lake
- Llac Porthimund
- Llac Upper Bhavani